# Richard Zimmermann (Maler)
August Richard Zimmermann (* 2. März 1820 in Zittau; † 4. Februar 1875 in München) war ein deutscher Landschafts- und Naturmaler. Er war der jüngste Bruder der Maler Albert, Max und Robert Zimmermann.

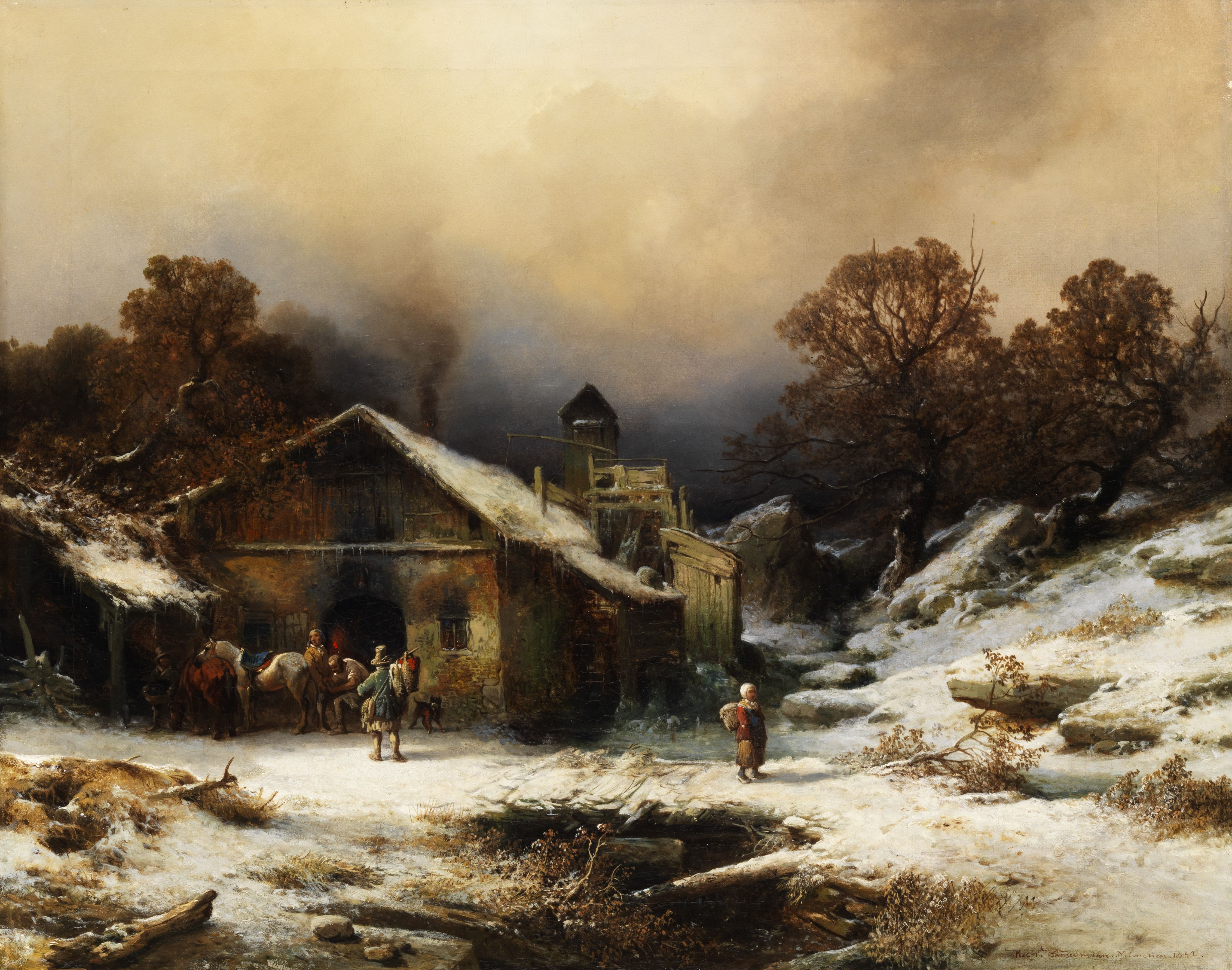
Verschneite Landschaft mit Bauernhaus. Öl auf Leinwand, 1852

Richard erhielt eine erste künstlerische Ausbildung an der Akademie der Bildenden Künste in Dresden bei Ludwig Richter und bildete sich ab dem Jahr 1838 in München an der Königlichen Akademie der bildenden Künste in Malen und Zeichnen künstlerisch weiter, wo er von seinem ältesten Bruder unterrichtet wurde. 
Anfangs war Richard Historienmaler, wandte sich aber nach dem Vorbild seiner Brüder ebenfalls der Landschaftsmalerei zu. Vom Stil her ist er dem späten Biedermeier zuzuordnen. Anfang der 1840er Jahre verbrachte er die Sommermonate vorwiegend in Eberfing bei Weilheim und am Ammersee. Es existieren unter anderem Sujets der Landschaft um Rosenheim, Chiemgau und München. Privatschüler Zimmermanns war der Landschaftsmaler Alfred Metzener.